# Heinrich Hertz
Pour les articles homonymes, voir Hertz (homonymie).
Heinrich Hertz, né le 22 février 1857 à Hambourg et mort le 1er janvier 1894 à Bonn, est un ingénieur et physicien allemand.
Hertz a étudié la physique à l'Institut polytechnique de Dresde et à l'université de Munich. Privat-docent à l'université de Kiel en 1883, il y a mené des expériences pour vérifier les hypothèses de James Clerk Maxwell sur les ondes électromagnétiques.
En 1887, il confirme les prédictions de Maxwell et l'existence d'ondes électromagnétiques qu'il a produites et caractérisées à l'aide d'un oscillateur et d'une antenne. C'est en son honneur que l'unité internationale de fréquence (s−1) a été appelée hertz (Hz).
Il découvre à la même époque également l'effet photoélectrique.

## Biographie
Heinrich Rudolf Hertz naît le 22 février 1857 à Hambourg. Fils de Gustav Ferdinand Hertz (de), juge et sénateur (c'est-à-dire conseiller régional) de Hambourg, et d'Anna-Elisabeth Pfefferkorn, il étudie à l'école privée Richard Lange de 1863 à 1872. Ayant étudié auprès de précepteurs, il est bachelier en mars 1875. Il se rend alors à Francfort pour un apprentissage d'un an au service des Travaux publics,.
En 1877, il est étudiant à l'Institut polytechnique de Dresde avant de s'inscrire en 1878 à l'université de Munich. Entre-temps il effectue son service militaire à Berlin.
En 1879, il est l'élève de Gustav Kirchhoff et Hermann von Helmholtz à l'Institut de physique de Berlin, où il travaille sur l'évaporation et la condensation des liquides. Il devient privat-docent à l'université de Kiel en 1883 où il effectue des recherches sur l'électromagnétisme. Il étudie les théories de Maxwell, Weber et Helmholtz.
En 1885, il est professeur à l'École polytechnique de Karlsruhe et se marie l'année suivante avec Elisabeth Doll.
En 1887, il réalise le premier émetteur à étincelles. Le 15 mars 1888, il découvre les ondes électromagnétiques dans l'air. À partir de 1889, il est professeur et chercheur à Bonn et, en 1890, il est lauréat de la médaille Rumford. Atteint de la maladie de Wegener (granulomatose avec polyangéite), il meurt le 1er janvier 1894 à Bonn et est enterré au cimetière d'Ohlsdorf.
Le 1er juin 1894, le physicien Oliver Lodge prononce une conférence rendant hommage aux découvertes de Hertz : à cette occasion, il présente une expérience montrant la nature quasi-optique des ondes « hertziennes » (qui sont les ondes radio), et montre qu'on peut les capter à plus de 50 mètres. Le physicien italien Guglielmo Marconi reprend les travaux de Hertz en 1895 à la Villa Griffone près de Bologne puis à Salvan dans les Alpes suisses, améliore le télégraphe en fabriquant le premier émetteur sans fil. Ce procédé est constamment amélioré jusqu'à la téléphonie mobile d'aujourd'hui, ainsi que la majorité des télétransmissions sans fil actuelles.

## Travaux scientifiques

### Théorie du contact élastique

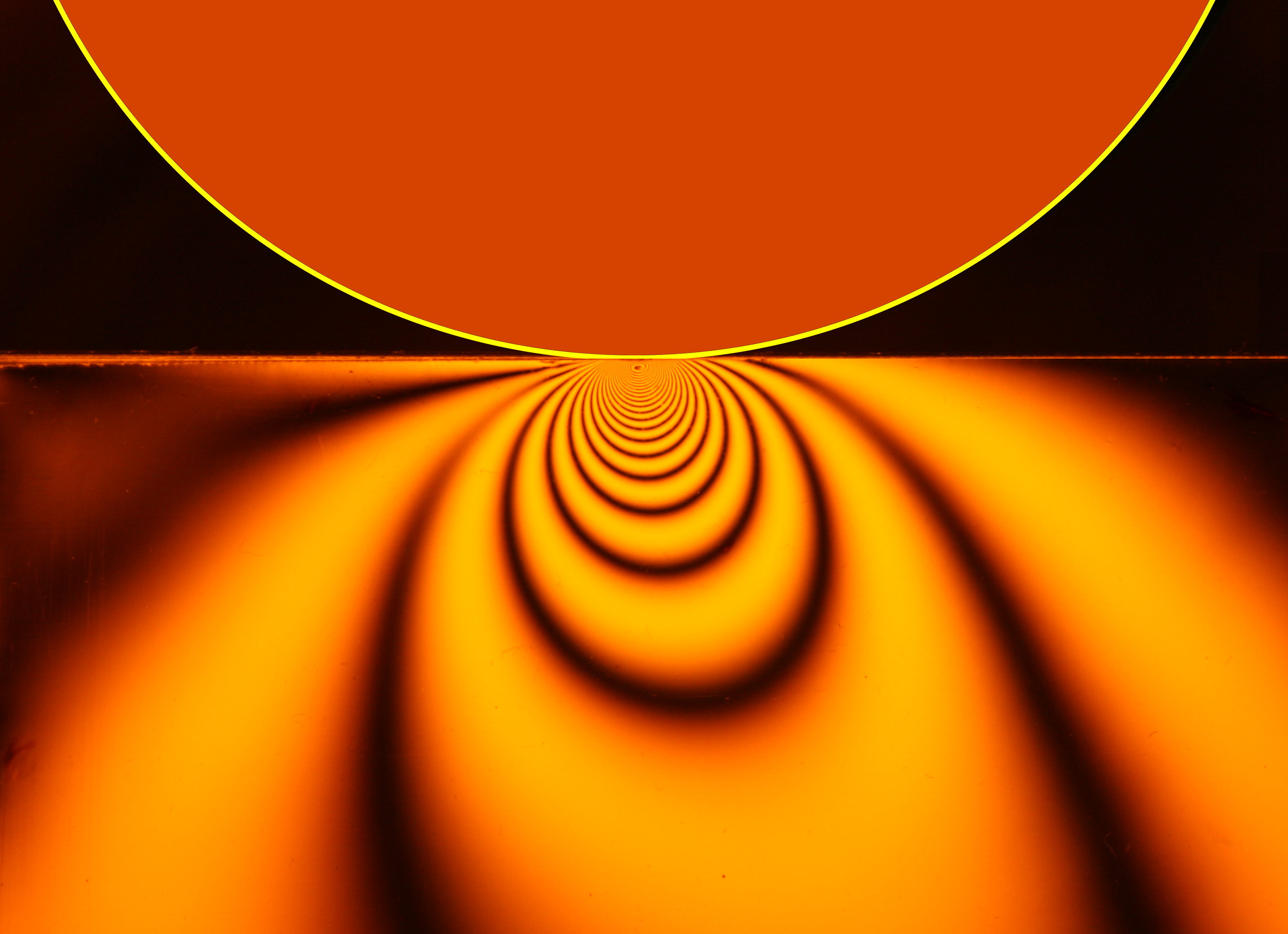
Isoclines de contrainte dans l'indentation élastique d'un plan par un cylindre, mises en évidence par photoélasticité.

Hertz fait sa thèse de doctorat de physique sous la direction d’Hermann von Helmholtz. C'est en tentant de relier les interférences formées entre deux lentilles de verre qu'il recherche les déformations de deux corps sphériques pressés l'un contre l'autre avec une force donnée, en supposant leur comportement linéaire élastique. Il résout analytiquement cette question pendant les vacances de Noël 1880, et publie ses résultats en 1881. Le problème du contact élastique de deux sphères (« contact de Hertz ») reste à ce jour un résultat classique de tribologie. Il trouve de nombreuses applications, particulièrement dans les tests de dureté par indentation.

### Mise en évidence des ondes «hertziennes»
Mais sa contribution essentielle à la physique demeure la vérification expérimentale en 1887 de la théorie de James Clerk Maxwell de 1864, selon laquelle la lumière est une onde électromagnétique. L'une des principales controverses suscitées par les équations de Maxwell était l'existence même d'ondes électromagnétiques et de leurs propriétés supposées : que l'on parvienne à reproduire de telles ondes et à les rendre perceptibles, avec toutes les propriétés exigées, et il n'y aurait alors plus rien de douteux dans la théorie ; on pourrait se reposer entièrement sur les équations de Maxwell pour le traitement des questions encore irrésolues. Hertz, en réalisant presque exactement ce programme d'un coup, malgré la perception encore mal assurée qu'en avaient ses contemporains, en montrant non seulement son importance mais même la possibilité de sa réalisation, 
ouvrit par là un champ nouveau à la connaissance. Il découvrit par la même occasion les ondes électriques et le rayonnement électrique (1888).
Les ondes électromagnétiques controversées apparaissaient, selon les équations de Maxwell, comme une conséquence nécessaire des oscillations électriques. W. Thomson l'avait déjà montré par différents calculs, et même leur formation avait été constatée lors de décharges électriques avec une bouteille de Leyde. On avait même pu mesurer la fréquence de ces décharges électriques en comptant les étincelles avec un stroboscope à miroir tournant : chaque succession périodique de décharges était accompagnée d'oscillations dont la période était la moitié de la durée séparant deux décharges électriques. Ces fréquences étaient de l'ordre de quelques centaines de kHz. Si ces décharges engendraient les ondes transversales prédites par Maxwell, et si ces ondes se propageaient bien à la vitesse de la lumière, alors il serait facile d'en déduire leur longueur d'onde, grâce à la relation universelle déjà établie par Newton entre longueur d'onde et célérité. Mais cela donnerait des longueurs d'onde kilométriques, bien trop pour qu'avec les moyens disponibles en laboratoire et les pertes par atténuation, on puisse, d'une manière indiscutable, détecter les nœuds successifs du signal. Aussi, pour pouvoir détecter de telles ondes, il était clair qu'il fallait produire des décharges beaucoup plus rapides. Les calculs de Thomson montraient qu'il faudrait pour cela utiliser des capacités et des inductances plus faibles dans le circuit oscillant électrique. C'est en constatant qu'en effet on obtenait des oscillations avec de tels composants, qu'Hertz entreprit son travail de vérification des équations de propagation de Maxwell, qu'il acheva d'ailleurs en deux ans.
Afin de mettre en évidence des ondes invisibles, et surtout de détecter les oscillations rapides dans un circuit excité par des décharges, Hertz imagina d'exploiter le phénomène de résonance. La résonance acoustique était déjà connue de Galilée, qui l'avait caractérisée par la disparition des battements entre deux cordes vibrantes de même longueur dont on fait varier la tension. Si, de même, on place côte à côte deux circuits électriques de même fréquence de résonance, et qu'on excite le premier (dit circuit oscillant) par les décharges électriques d'un générateur, la détection d'étincelles dans le second circuit (dit résonateur) prouve qu'il existe bien des oscillations ; cela ne suffit toutefois pas à prouver que la transmission d'un circuit à l'autre se fait par des ondes. C'est à Karlsruhe qu'à l'aide d'un oscillateur (dit oscillateur de Hertz, composé d'un éclateur agissant entre deux sphères creuses en laiton), Hertz effectua l'expérience ; mais pour mettre en évidence l'existence d'onde, il faut faire varier la distance entre les deux circuits, et cela pose le problème de l'atténuation électromagnétique à travers l'air. Il entreprit donc dans un premier temps de rallonger ses circuits par du fil conducteur : depuis l'invention du télégraphe électrique, on savait que les signaux dans les fils conducteurs se déplacent à la vitesse de la lumière, et qu'il est donc possible de détecter les oscillations d'une onde par un fil de longueur un peu supérieure à la longueur d'onde. Il veilla toutefois à bien isoler les extrémités du fil pour éliminer le phénomène de réflexion d'onde, et il parvint ainsi à mesurer la distance entre deux nœuds consécutifs, ce qui déterminait la longueur d'onde.

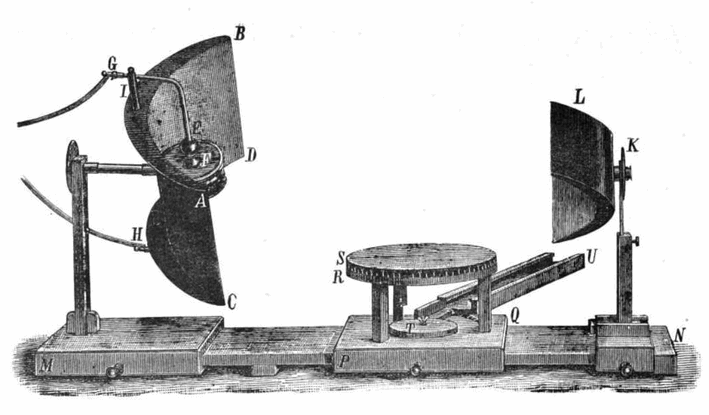
C'est avec un miroir parabolique de ce type que Hertz démontra la possibilité de refléchir, diffracter et polariser les ondes radio, tout comme les ondes lumineuses.

Mais Hertz s'aperçut ensuite qu'il pouvait obtenir des ondes stationnaires dans l'air (sans fil) entre le circuit oscillant et une antenne réflectrice, et donc  imposer ainsi une longueur d'onde. Le 13 novembre 1886, il effectue la première liaison par faisceau hertzien entre un émetteur et un récepteur. Ces résultats ouvrent la voie à la télégraphie sans fil et à la radiodiffusion. Pour cette raison, les ondes radio sont dites « ondes hertziennes », et l'unité S.I. de mesure des fréquences est le hertz (nom en minuscule car il s'agit d'une unité de mesure, en revanche le symbole est « Hz »). Seulement Hertz eut quelque peine à établir l'égalité entre la longueur d'onde imposée et la distance entre nœuds mesurée dans le circuit récepteur (ce qui aurait confirmé la prédiction de Maxwell, selon laquelle les ondes électriques se propagent à la vitesse de la lumière). Les pièces où il travaillait n'offraient pas suffisamment d'espace pour que les ondes puissent s'établir sans être guidées d'une façon ou d'une autre ; et la concordance ne put être établie qu'en 1893, dans un grand hall. L'antenne réflectrice déjà utilisée précédemment permit de même d'établir la réflexion des ondes de Maxwell, et la transversalité de leur propagation par rapport au champ électrique.
Hertz venait ainsi de démontrer l'existence d'ondes se propageant dans l'éther, identiques sous tous rapports aux ondes lumineuses ; mais tandis que les ondes lumineuses avec lesquelles se débattaient Fresnel et Fraunhofer avaient des longueurs d'onde micrométriques, celles obtenues par Hertz étaient de pas métrique, et par là-même beaucoup plus faciles à étudier. Afin d'achever la démonstration de l'identité entre « ondes de Maxwell » et « ondes lumineuses », Hertz réalisa une expérience cruciale : à l'aide d'un miroir parabolique concave, il parvint à concentrer le rayonnement électromagnétique comme le miroir d'un télescope concentre les rayons lumineux, et à mettre en évidence leur réfraction à travers un prisme. Ainsi, non seulement il était parvenu à montrer la nature essentiellement électromagnétique de la lumière, mais il avait établi que tous les phénomènes électromagnétiques, lumière comprise, sont des processus identiques, soumis aux mêmes lois d'un seul et même éther, ne différant que par leur longueur d'onde.

### Découverte de l'effet photoélectrique
Au cours de ses expériences sur les oscillations et les ondes électriques, Hertz cherchait à détecter les étincelles électriques comme indices d'oscillations électriques en résonance. C'est ainsi qu'il remarqua que les étincelles étaient amplifiées chaque fois que la bobine se trouvait éclairée par les étincelles d'un autre circuit, et même lorsqu'un tube à ultraviolets était allumé à proximité. Il observa en outre (1887) que le phénomène était particulièrement marqué chaque fois que c'était l'électrode négative (cathode) qu'on éclairait ainsi. Ce furent là les premières manifestations, fort modestes, de la photoélectricité.
Il fallait désormais reproduire l'amplification photoélectrique par un appareil plus simple, ce que fit l'année suivante un professeur de l'université de Dresde, Wilhelm Hallwachs (1859-1922), et caractériser quantitativement l'effet : Ph. Lenard y parvint 11 ans plus tard en utilisant un tube cathodique. Il montra qu'en faisant le vide, la cathode reçoit un rayonnement ultraviolet presque pur, et que ces rayons libèrent plus efficacement les électrons du métal. Cette purification des conditions expérimentales, non seulement constitua la base des recherches sur l'effet photoélectrique dans l'air et les autres gaz, mais elle permit de nouvelles découvertes.
Il faut d'abord rappeler que le phénomène de phosphorescence, connu depuis un siècle, commençait alors à être compris grâce aux travaux de G. Stokes (1853), qui avait établi que, comme dans le cas de la fluorescence, la matière des corps modifie la longueur d'onde du rayonnement incident jusqu'à le restituer sous forme de lumière visible. On avait découvert ensuite en fabriquant du phosphore que la lumière émise par un métal chauffé électrise les corps phosphorescents et modifie la couleur de sa phosphorescence d'une manière spécifique à chaque métal. Cela suggérait déjà que la lumière émise par incandescence d'un métal est liée en quelque façon à une émission électrique ce qui, avec les modèles planétaires de l'atome et la quantification des énergies, a stimulé les recherches sur la théorie de l'émission lumineuse, et joué un rôle central dans l'hypothèse des quantas de lumière formulée par Albert Einstein en 1905.
En 1886, la découverte de l'effet photoélectrique fit sensation ; car si l'on savait depuis trois-quarts de siècle comment électriser des solides ou les éclairer aux ultraviolets, personne ne soupçonnait qu'il y eût dans la conjonction de ces deux phénomènes quelque chose de nouveau à observer. Hertz lui-même n'avait fait cette découverte qu'en reprenant les recherches de Faraday.

## Œuvres
- (de) Ueber die Induction in rotirenden Kugeln, Berlin, 1880
- (de) Die Prinzipien der Mechanik in neuem Zusammenhange dargestellt, Leipzig, Johann Ambrosius Barth, 1894 (lire en ligne)
- (de) Schriften vermischten Inhalts, Leipzig, Johann Ambrosius Barth, 1895 (lire en ligne)

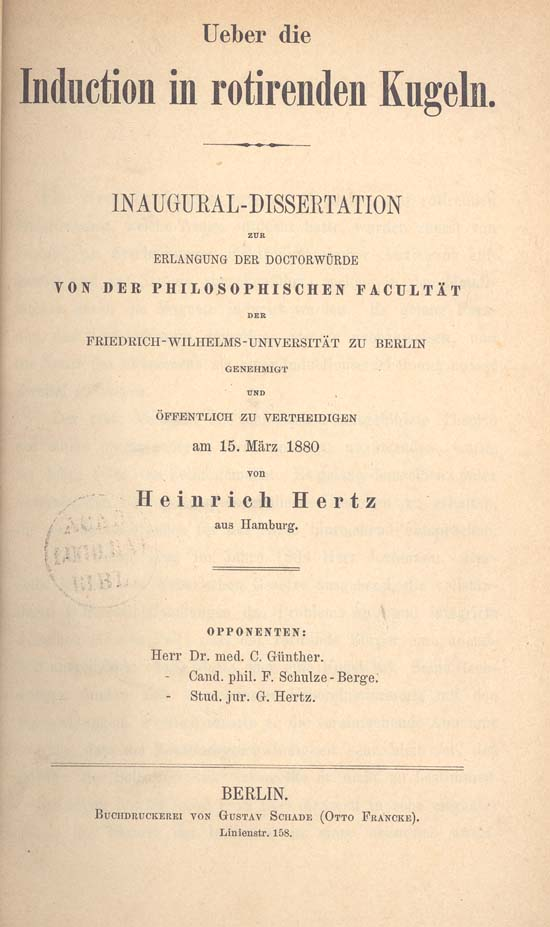
Ueber die Induction in rotirenden Kugeln, 1880
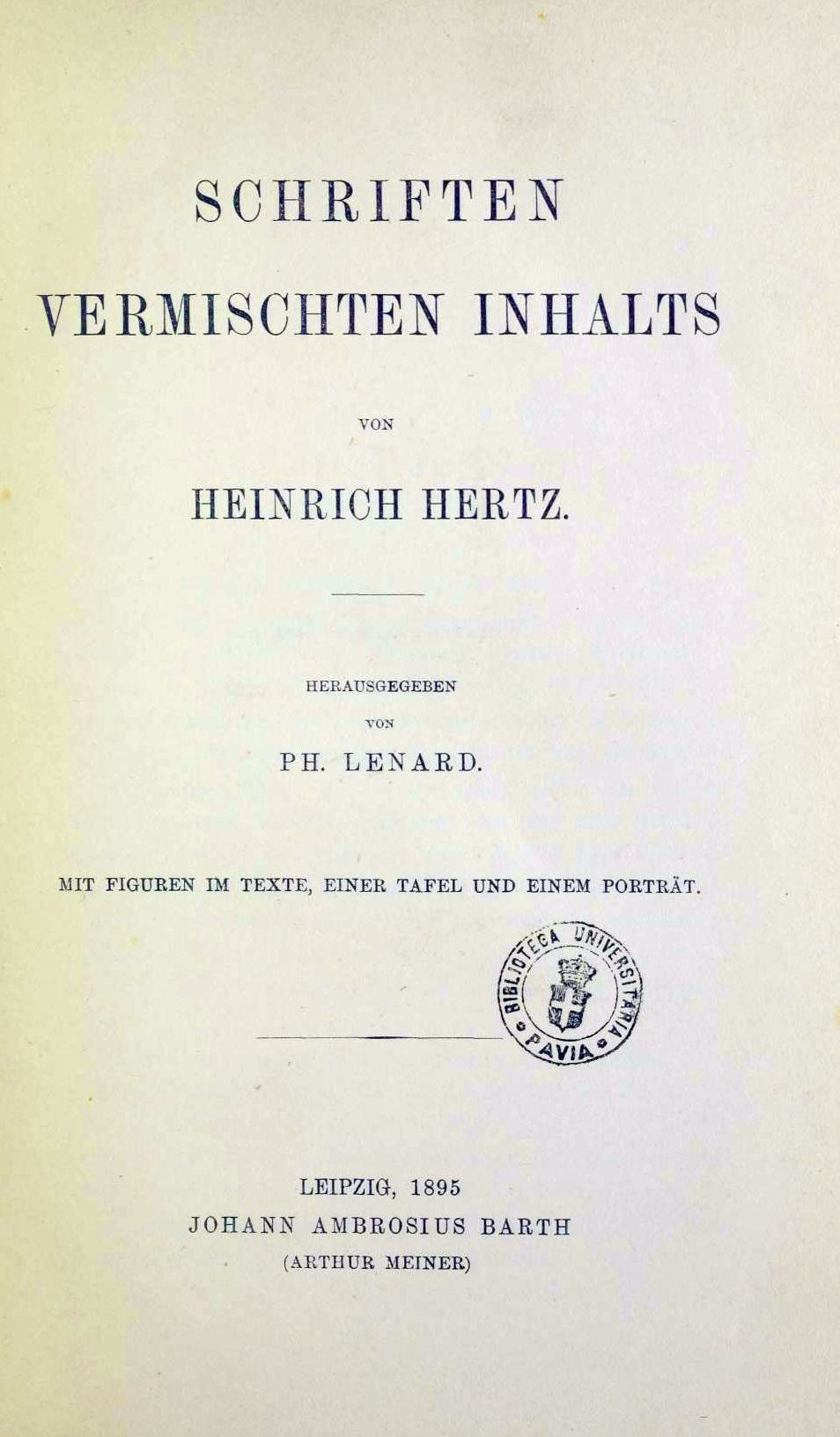
Schriften vermischten Inhalts, 1895

### Bases de données et dictionnaires
- Ressources relatives à la recherche :   - The Academic Family Tree
  - Bibliothèque interuniversitaire de santé
  - Internet Philosophy Ontology
  - MacTutor
  - Mathematical Reviews
  - Mathematics Genealogy Project
  - Scopus
  - ZbMATH
- Ressource relative à la santé :   - Bibliothèque interuniversitaire de santé
- Notices dans des dictionnaires ou encyclopédies généralistes :   - Britannica
  - Brockhaus
  - Den Store Danske Encyklopædi
  - Deutsche Biographie
  - Enciclopedia italiana
  - Enciclopedia De Agostini
  - Gran Enciclopèdia Catalana
  - Hrvatska Enciklopedija
  - Internetowa encyklopedia PWN
  - Nationalencyklopedin
  - Proleksis enciklopedija
  - Stadtlexikon Karlsruhe
  - Store norske leksikon
  - Treccani
  - Universalis
  - Visuotinė lietuvių enciklopedija
- Notices d'autorité :   - VIAF
  - ISNI
  - BnF (données)
  - IdRef
  - LCCN
  - GND
  - Italie
  - Japon
  - CiNii
  - Espagne
  - Pays-Bas
  - Pologne
  - Israël
  - NUKAT
  - Catalogne
  - Suède
  - Australie
  - Norvège
  - WorldCat